# Quello della porta accanto
Quello della porta accanto, che ha per sottotitolo Incontro e scontro tra due vicini, è stata una miniserie televisiva italiana in cinque puntate andata in onda sul Secondo Programma della Rai dal 19 ottobre al 23 novembre 1975, diretta da Stefano De Stefani e interpretata da Ric e Gian.

## Caratteristiche
La serie, trasmessa alla domenica sera, era incentrata sulle vicissitudini di due vicini di casa, diversi per carattere e stili di vita, che tra di loro si sopportano a fatica: il morigerato ragioniere Ottavio Lanzotti, sposato con Lisa, e il più spigliato Duccio Brocca, che ha una storia d'amore con Lori. Era girata sotto forma di commedia musicale, sulla falsariga di Giandomenico Fracchia - Sogni proibiti di uno di noi, che andava in onda il sabato sera precedente.
Non andò in onda il 2 novembre 1975, giorno dei defunti. La piattaforma Rai Play non ha ancora reso disponibili in streaming le cinque puntate integrali.

## Episodi
| N. | Titolo             | Prima TV         |
| -- | ------------------ | ---------------- |
| 1  | Il debito di gioco | 19 ottobre 1975  |
| 2  | Il padrone di casa | 26 ottobre 1975  |
| 3  | L'amico Franz      | 9 novembre 1975  |
| 4  | Libera professione | 16 novembre 1975 |
| 5  | La zia d'America   | 23 novembre 1975 |

### Il debito di gioco
Il ragionier Ottavio Lanzotti incontra il nuovo vicino di casa, Duccio Brocca; iniziano i primi scontri tra loro a causa dei guai di quest'ultimo per debiti di gioco non onorati, ma saranno proprio queste difficoltà a far instaurare l'amicizia tra i due.

### Il padrone di casa
Ottavio e Lisa ricevono un'intimazione di sfratto dal signor Bazzoni, il padrone di casa. Mentre attendono la nuova coppia che affitterà l'appartamento, cercando di far credere che le condizioni ambientali non siano ottimali, il signor Bazzoni arriva improvvisamente con Maurizia, la sua brutta figlia: Ottavio, non riconoscendoli, crede siano i nuovi affittuari, mentre Maurizia inizia a corteggiare con insistenza Duccio rischiando di far naufragare la relazione di quest'ultimo con Lori.